# セジロゴイ
セジロゴイ（背白五位、学名:Gorsachius leuconotus）は、ペリカン目サギ科に分類される鳥類の一種である。

## 分布
サハラ砂漠以南のアフリカに広く分布する。

## 形態
体長約54cm。頭は黒色で、大きな眼の周囲に白色の斑がある。後頭部には黒い冠羽がある。体の上面は暗褐色で背中に白い斑があり、これが名前の由来になっている。顎の部分は白色で、頸と上胸は淡い赤褐色、下胸から腹部にかけての体の下面は白色である。嘴は短めで黒色、脚は黄色である。幼鳥は全身が褐色で、白色の点斑と縦斑がある。

## 生態
河川沿いの沼地や茂みに生息する。主に夜間活動する。
魚類や両生類、軟体動物、昆虫類を捕食する。
番いで水辺の樹上や藪、アシ原に営巣する。1腹2-3個の卵を産み、抱卵期間は24-26日である。雛は42-50日で巣立ちする。